# Nunuku-whenua
Nunuku-whenua (... – XVI secolo) è stato un capo della tribù dei Moriori ed un famoso pacifista polinesiano.
I Moriori sono un popolo Polinesiano insediatosi nelle allora disabitate Isole Rēkohu intorno all'anno 1500.
In seguito ad un conflitto interno alla tribù, Nunuku-whenua, un importante Moriori, capo della tribù Hamata, istituì la cosiddetta "Legge di Nunuku", che vietò la guerra, il cannibalismo e l'uccisione in una qualsiasi forma.
Nelle Rēkohu, la legge rimase in vigore e la pace fu mantenuta fino a quando le isole furono invase da due iwi maori, gli Ngāti Mutunga e gli Ngāti Tama, nel 1835. Gli invasori massacrarono quasi completamente i Moriori, i quali si radunarono in consiglio a Te Awapātiki per decidere sul da farsi. Sebbene i più giovani sostenessero una ferma resistenza armata, i più anziani comandarono che per nessuna ragione la "Legge di Nunuku" sarebbe stata violata.
La popolazione Moriori, conquistata e schiavizzata, diminuì dalle oltre 1600 persone del 1835 a meno di 100 trent'anni più tardi, risalendo alle circa 600 del giorno d'oggi. 